# Vladimir Monomach
Vladimir II Monomach (Oekraïens: Володимир Всеволодович Мономах Russisch: Владимир Мономах) (Kiev, 1053 - 19 mei 1125) was van 1113 tot aan zijn dood grootvorst van Kiev.
Hij was de zoon van Vsevolod I en een niet met naam bekende verwante van de Byzantijnse keizer Constantijn Monomachus, van wie hij de bijnaam Monomach overnam (uit het Grieks: "μονομάχος" = "eenzame strijder" / "(iemand) die-alleen-strijdt").
Vladimir was prins van Smolensk in 1077 en werd in 1078 ook vorst van Tsjernigov. In 1097 organiseerde een hij het congres van Ljoebetsj (bij Tsjernigov) om politieke twisten tussen de Russische prinsen op te lossen. Vladimir werd daardoor vorst van Perejaslavl (ten oosten van Kiev) en een aantal noordelijke gebieden zoals Rostov Veliki en Soezdal. In deze gebieden stichtte hij verschillende nieuwe steden, onder andere het naar hem genoemde Vladimir, de toekomstige hoofdstad van Rusland. In 1107 versloeg Vladimir de Koemanen. Toen Svjatopolk II in 1113 overleed, riep de bevolking van Kiev Vladimir naar de hoofdstad. Eerst weigerde hij maar hij werd er later geestdriftig onthaald en regeerde er tot aan zijn dood in 1125. Hij onderwierp de meer onafhankelijke prinsen in het Kievse Rijk en liet de meeste prinsdommen door zijn zoons besturen. Hierdoor kende het Kievse Rijk interne rust en welvaart. Het bewind van Vladimir wordt algemeen als een (laatste) bloeiperiode van het Kievse Rijk beschouwd.
Vladimir schreef (of dicteerde) een document met Richtlijnen voor zijn kinderen. Hierin vertelde hij over zijn eigen bestuur en gaf hij instructies aan zijn kinderen. Vladimir vermeldde dat hij 83 militaire campagnes leidde en negentienmaal vrede sloot met de Koemanen. Hij beschreef zichzelf als een rechtvaardig vorst die zorgde voor de belangen van het volk. Vladmimir geloofde in een balans van rechten en plichten tussen de adel en de boeren, en de taak van de vorst om die balans te bewaren. Zoals ook uit zijn Richtlijnen blijkt, voerde hij een aantal hervormingen door, die de bedoeling hadden de sociale spanningen in de hoofdstad Kiev te kanaliseren.
Vladimir Monomach is begraven in the Sint-Sofiakathedraal in Kiev. Verschillende legenden zijn aan zijn naam verbonden. Hij zou de beroemde Vladimirskaja-icoon (of "de Moeder Gods van Vladimir") vanuit Constantinopel naar Rusland overgebracht hebben. Ook wordt de Kroon van Monomach, waarmee tot in 1682 de vorsten van Moskovië en de tsaren van Rusland werden gekroond, naar hem genoemd - maar die kroon is in de veertiende eeuw in Centraal-Azië vervaardigd.

## Huwelijken en kinderen
Vladimir was in zijn eerste huwelijk (ca. 1070) getrouwd met Gytha (ca. 1055 - 10 maart 1098/1099), buitenechtelijke dochter van Harold II van Engeland en Ealdgyth Svannesha. Saxo Grammaticus beschrijft dat de buitenechtelijke kinderen van Harold werden opgenomen door hun verwant Sven II van Denemarken (Harold en Sven waren volle neven). Sven huwelijkte Gytha uit aan Vladimir. Gytha trok naar het Heilige Land en overleed daar als non. Vladimir en Gytha kregen de volgende kinderen:
- Mstislav I van Kiev;
- Izjaslav (1077 - Moerom, 6 september 1096), prins van Koersk, begraven in de Sofiakathedraal (Novgorod);
- Svjatoslav (ca. 1080 - 16 maart 1114), in 1095 gijzelaar bij de Koemanen, prins van Tsjernihiv, Smolensk en Perejaslav ;
- Jaropolk (ovl. 18 februari 1139), prins van Perejaslavl, grootvorst van Kiev als Jaropolk II, getrouwd met Elena van Ossetië;
- Vjatsjeslav (1083 – 2 Februari 1154), prins van Smolensk (1113–1125), Toerov (1125–1132, 1134–1146), Perejaslavl (1132–1134, 1142), Peresopnitsa (1146–1149), Vysjgorod bij Kiev (1149–1151) en (mede-)grootvorst van Kiev (1139, 1151–1154).
- Marina (ovl. 1146), getrouwd met Leon Diogenes. Leon was een bedrieger die zich uitgaf voor een zoon van Romanos IV Diogenes, hij werd een aanvoerder van de Koemanen maar werd vermoord op 15 augustus 1116.

Vladimir hertrouwde met een onbekende vrouw, sommige teksten identificeren haar als een adellijke dame uit het Byzantijnse Rijk, mogelijk met de naam Eufemia. Vladimir kreeg de volgende kinderen uit zijn tweede huwelijk:
- Roman (ovl. 6 januari 1119), prins van Wolynië;
- Euphemia, gehuwd met Koloman van Hongarije;
- Eupraxia (obl. 1109);
- Agafia, gehuwd met Vsevolod van Grodno;
- Joeri Dolgoroeki;
- Andrej, prins van Wolynië, gehuwd met een kleindochter van khan Tugor van de Koemanen.

In zijn derde huwelijk trouwde Vladimir met een dochter van khan Aepa van de Koemanen. Uit dit huwelijk zijn geen kinderen bekend.

## Trivia
Zijn zuster Eupraxia was de tweede echtgenote van keizer Hendrik IV: zij werd over heel Europa berucht toen Hendrik en Eupraxia elkaar publiek beschuldigden van overspel, gewelddadigheden en hekserij.